# Rhagoletis cingulata
Rhagoletis cingulata
 es una especie de insecto del género Rhagoletis de la familia Tephritidae, orden Diptera. Friedrich Hermann Loew la describió en el año 1862.
Es originaria de  Estados Unidos, también se encuentra en Europa. Es una seria plaga de los cerezos.